# Лекарственные растения

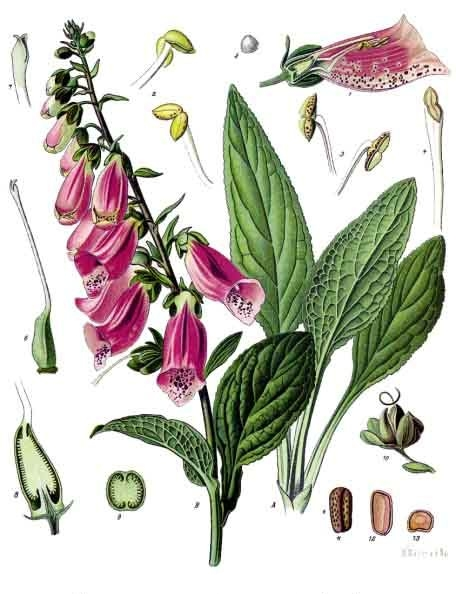
Наперстянка пурпурная (Digitalis purpurea).

Лека́рственные расте́ния (лат. plantae medicinalis) — дикорастущие и культивируемые растения, применяемые для профилактики и лечения заболеваний человека и животных. Система лечения лекарственными растениями называется фитотерапией.
Возможность использования растений в лечебных целях зависит от вида медицины, в которой они используются (официальной или народной). Например, в системе здравоохранения России могут использоваться только те лекарственные растения, которые включены в Государственный реестр лекарственных средств.
По состоянию на начало 2010 года по данным Международного союза охраны природы (IUCN), было описано около 320 тысяч видов растений, из них лишь небольшая часть — 21 тысяча видов — используется в медицине.

## История
Уже на самых ранних стадиях развития человечества растения были не только источником питания людей, они помогали человеку избавиться от болезней. Самый древний из дошедших до нас медицинских трактатов — это табличка, найденная при раскопках шумерского города (III тысячелетие до нашей эры). В 145 строках на шумерском языке даны прописи 15 рецептов. Из них следует, что врачи древнего Шумера использовали в основном такие растения, как горчица, пихта, сосна, чабрец, ива, плоды сливы, груши, инжира и др.
Литературные источники свидетельствуют об употреблении лекарственных растений также в Ассирии, Египте, Индии, Китае примерно за 3000 лет до н. э., а в начале н. э. — в Иране, Греции и Риме; в средние века — в арабских странах, Средней Азии, Азербайджане, Грузии, Армении, европейских странах.
Культуру и знания древних шумеров унаследовали вавилоняне, которые применяли в лечебных целях корень солодки, дурман, белену, льняное семя и др. Вавилоняне заметили, что солнечный свет отрицательно воздействует на целебные свойства некоторых растений, поэтому сушили их в тени, а некоторые травы даже собирали ночью. Широко применялись растения в Китае, Индии, Тибете. Ещё в 3216 году до н. э. китайский император Шэньнун написал работу по медицине «Бэнь-цао» («Травник»), значительная часть которой посвящена описанию растительных средств. Традиционная китайская медицина использовала более 1500 растений, наиболее часто в ней применялись астрагал, женьшень, имбирь, кизил, корица, лимонник китайский, лук, кожура мандарина, примула, солодка, спаржа, чеснок, шлемник.
Древнеиндийская медицина, изложенная в «Аюрведе» (I в. до н. э.), использовала около 800 растений, которые используются и в настоящее время. С III в. н. э. в Индии началось возделывание лекарственных растений.
Тибетская медицина возникла на базе индийской, и в трактате по тибетской медицине «Чжуд ши» есть большой раздел, посвящённый использованию лекарственных растений. Тибетская медицина была долгое время окружена мистикой, но в 1898 году врач Пётр Бадмаев перевёл «Чжуд ши» на русский язык, создал кабинет тибетской медицины в Санкт-Петербурге и успешно лечил жителей Петербурга восточными травами, которые ему привозили из Монголии. В тибетской медицине применяют около 400 видов лекарственных растений.
В книге Авиценны «Канон врачебной науки» приведены описания и способы применения примерно для 900 растений.
С появлением особого сословия врачей и аптекарей знания о лекарственных растениях были формализованы. Сведения о лекарственных растениях и требования к лекарственному сырью стали излагать в фармакопеях.
Первое русское «Руководство к познанию лекарственных трав» составил Андрей Болотов в 1781 году.
В настоящее время в программе обучения в медицинских и фармацевтических институтах входит курс фармакогнозии.
В народной медицине находят применение и неофицинальные лекарственные растения, круг которых не имеет чётких границ, а критерии относимости к лекарственным каждый автор определяет для себя сам.

## Классификация
Обычно выделяют следующие категории лекарственных растений:
- Официнальные лекарственные растения — растения, сырьё которых разрешено для производства лекарственных средств в стране. Эти виды лекарственного растительного сырья указаны в Государственном реестре лекарственных средств Российской Федерации.
- Фармакопейные лекарственные растения — официнальные растения, требования к качеству лекарственного растительного сырья которых изложены в соответствующей статье Государственной Фармакопеи или международных фармакопей. Лекарственные растения и лекарственное растительное сырьё изучает одно из направлений фармацевтической науки Фармакогнозия.
- Лекарственные растения народной медицины — наиболее широкая категория, большинство растений в ней относительно плохо описано, и сведения о эффективности их применения не прошли необходимой проверки средствами современной фармакологии. Тем не менее, многие растения этой группы активно используются в странах, где медицинская помощь недоступна или слишком дорога.

## Применение
В лекарственных травах содержится минимум одно вещество, обладающее лечебными свойствами. Это вещество или вещества зачастую неравномерно распределены по тканям и частям растения. Поэтому при сборе лекарственных трав надо знать, где сосредоточены полезные элементы и в какой период развития растения их концентрация максимальна.
Основные способы применения сырья лекарственных растений: производство лекарственных средств для внутреннего и наружного применения.
Внутрь применяют водные извлечения: настой, отвар, водно-спиртовые, масляные извлечения (настойка, экстракты) из лекарственного растительного сырья или сборов. Из сочных свежих частей официнальных растений получают сок. Реже находит применение в медицине порошок из высушенного лекарственного растительного сырья.
Для наружного применения используются: травяная ванна, обертывание, примочка, компресс.
Из официнальных растений получают различные морфологические группы лекарственного растительного сырья: трава, цветки, листья, корневища, корни, плоды, семена, кора, почки и др.

## Сбор лекарственных растений
Статья 34 Лесного кодекса РФ относит дикорастущие лекарственные растения к пищевым лесным ресурсам.
В медицинском применении лекарственных растений есть проблема состава. При сборе дикоросов на случайной территории могут оказаться опасные вещества, например, тяжелые металлы с ближайшей свалки. В фармакологических целях лекарственные растения выращиваются промышленным методом на специальных делянках с контролем состава почвы.